# ANOTHER:WORLD
〈ANOTHER:WORLD〉(일본어: アナザーワールド 아나자와르도[*])는 시바사키 코우의 25번째(RUI, KOH+ 명의 포함) 싱글곡이다. 2012년 6월 13일에 나유타웨이브 레코드에서 발매되었다.

## 개요
타이틀곡은 후지 TV 계열 드라마로 오카다 마사키 주연의 드라마 《미래일기-ANOTHER:WORLD-》의 주제곡으로 결정되었다.
드라마 《미래일기-ANOTHER:WORLD-》를 위하여 시바사키 코우가 작사를 하였으며, 후지 TV 계열 드라마인 《오토멘》(일본어: オトメン(乙男))의 주제곡이었던 「러버 소울 ~lover soul~」(일본어: ラバソー 〜lover soul〜 라바소 ~lover soul~[*]) 이후로 2년 만에 오카다 마사키가 주연으로 출연하는 드라마의 주제곡을 담당하게 되었다.
시바사키 코우의 24번째 싱글인 「Strength」(일본어: ストレンクス 스토렌쿠스[*])에 이어 나와타 히사시, 와타나베 슌스케와 태그를 이루었다.
시바사키는 타이틀곡 「ANOTHER:WORLD」에 대하여 "제안을 받았을 당시에는 드라마의 플롯밖에 나와 있지 않은 상태였기 때문에, 원작인 만화에서 얻은 모티브에 포커스를 맞추어 작사하였다"고 인터뷰를 통해 밝혔다. 또한 "애니메이션이나 게임의 등장 인물들처럼, '자신의 약한 부분'에 굴하지 않고, '자신'으로부터 도망치지 않으며, '자유롭게 자신을 살아가자'라는 강한 힘을 가진 노래입니다"라고 어필하기도 하였다.
커플링곡은 시바사키 코우의 투어 밴드인 넨리키클럽(일본어: ねんりきくらぶ 넨리키쿠라부[*])의 멤버인 와타나베 슌스케가 작곡・편곡을 맡은 「아드라스티아의 저항」(일본어: アドラスティアの抵抗 아도라스티아노테이코우[*])이다. 이곡에 대하여 시바사키는 "타이틀곡인 「ANOTHER:WORLD」의 사상과 이어지는 가사로서, 「ANOTHER:WORLD」와 「아드라스티아의 저항」 두 곡 모두 "미래는 스스로 정한다"는 주제를 각각의 다른 측면에서 바라본 것"이라고 인터뷰에서 밝히고 있다.
초회한정반의 DVD에는 「ANOTHER:WORLD」의 Music Video가 수록되어 있으며, 통상반에 한하여 3번 트랙에 「ANOTHER:WORLD -ANOTHER:FUTURE Remix-」라는 제목으로 「ANOTHER:WORLD」의 리믹스 버전이 보너스 트랙으로 수록되어 있다.

이번 싱글부터 시바사키의 영문 표기가 「Kou Shibasaki」에서 「Ko Shibasaki」로 변경되었다.

## 수록곡
CD
- 전곡 작사：시바사키 코우

1. ANOTHER:WORLD [4:33]
작곡・편곡：나와타 히사시
2. 아드라스티아의 저항(アドラスティアの抵抗) [3:22]
작곡・편곡：와타나베 슌스케
3. ANOTHER:WORLD -ANOTHER:FUTURE Remix- [6:47]　※통상반에 한정된 보너스 트랙
4. ANOTHER:WORLD -Instrumental- [4:34]

DVD (초회한정반에 한함)
- ANOTHER:WORLD -Music Video-